# Клајд (Њу Џерзи)
Клајд (енгл. Clyde) насељено је место без административног статуса у америчкој савезној држави Њу Џерзи.

## Демографија
По попису из 2010. године број становника је 213.
| Група             | 2000.    | 2010.       |
| Белци             | 0 (0,0%) | 132 (62,0%) |
| Афроамериканци    | 0 (0,0%) | 60 (28,2%)  |
| Азијати           | 0 (0,0%) | 13 (6,1%)   |
| Хиспаноамериканци | 0 (0,0%) | 9 (4,2%)    |
| Укупно            | 0        | 213         |